# Ayoub Tlili
Ayoub Tlili, né le 29 novembre 1994, est un footballeur tunisien évoluant au poste de défenseur.

## Biographie
Il joue un total de 45 matchs en première division tunisienne avec El Gawafel sportives de Gafsa entre 2013 et 2018. En début de saison 2018-2019, il est recruté par le Club africain puis prêté au Stade gabésien.